# Gardenesque
Udtrykket gardenesque, 'haveagtig', blev 1832 indført af landskabsarkitekten John Claudius Loudon (1783-1843) for at beskrive en beplantningsstil for haveanlæg så disse kunne blive i overensstemmelse med hans 'princip for genkendelighed'. Stilen havde udviklet sig i løbet af 1820'erne fra Humphry Reptons pittoreske eller blandede stil.
I en gardenesque-haveplan er alle træer, buske og andre planter placeret og håndteret på en sådan måde, at karakteren af hvert enkelt plante kan komme til sin fulde ret. Med udbredelsen af botanik som en beskæftigelse for den 'oplyste' overklasse i England i 1820'erne, kunne den gardenesque tilgang understrege botaniske kuriositeter der egnede sig som samlerobjekter. Nye planter, der tidligere ville have syntes bizarre og fremmedartede, vandt indpas: pampasgræs fra Argentina og abetræer. Snoede stier forbandt de spredte beplantninger. Den gardenesque tilgang indebar oprettelsen af landskaber i lille skala med spredte haveelementer for at fremhæve skønhed i detalje, variation og mystik, ofte på bekostning af sammenhæng. Kunstige gravhøje bidrog til at iscenesætte grupperinger af buske, og singulære bede blev et fremtrædende træk.
I Danmark fandt Rudolph Rothe (1802-1877) og Edvard Glæsel (1858-1915) anvendelse for den gardenesque stil. Rothe fik 1845 til opgave at "forbedre og kultivere" fladehaven på Marienlyst Slot og omlagde den til et  "gardenesque" anlæg. Glæsels indsats på dette område kan ses i haveanlæg i mange byer:
| „ | "... Tidens trang til opsætning af mindesmærker, statuer og buster tilførte mange af vore byer et mindre haveanlæg af G[læsel] i den "gardenesque" udformning med symmetrisk anlagte gruspladser omkranset af lave hække i nybarokke, svungne linjer, som gemte græsplænen med de fint afstukne bede med roser, udplantningsplanter, forskellige sirbuske og træer. Hele herligheden var omhyggeligt indhegnet med smedejern og stolper af granit. Resterne af et sådant anlæg kan opleves i dag i Allégade. ..." | “ |
|   | — "Edv Glæsel" hos Kulturarv.dk |   |